# MAX II Re-Mix In London
『MAX II Re-Mix In London』（マックス・セカンド リミックス・イン・ロンドン）は、1996年6月5日にair RECORDSから発売された久松史奈の2枚目のベスト・アルバム。

## 内容
『MAX -BEST COLLECTION-』から2年ぶりのベスト・アルバム。ロンドンにて、アコースティック及びロック色を増してSimon Vinestockによるリミックス、西川進による再編曲を施したアルバム。

## 収録曲
全編曲：西川進／全作詞：久松史奈（特記以外）
1. YES MY FRIEND
作曲：羽田一郎
2. ALIVE
作曲：羽田一郎
3. BABY GIRL
作曲：野田晴稔
4. PRICE OF MY HEART
作曲：久松史奈
5. Bring Back That Shine
作曲：井口慎也
6. OH MY GOD! - 原曲：TOM★CAT
作詞・作曲：TOM
7. 大っキライだけど愛してる
作詞：久松史奈・鮎川めぐみ　作曲：TSUKASA
8. さよならを教えて
作曲：立花瞳
9. Wedding Kiss
作曲：羽田一郎
10. MAYBE
作曲：野田晴稔
11. TIME TOGETHER
作曲：久松史奈
12. 夏の最後の日
作曲：金本和哉

## 参加ミュージシャン
- 西川進 - ギター、ベース
- 青山純 - ドラム
- 江口信夫 - ドラム